# Вольненский сельский совет (Нижнесерогозский район)
Вольненский сельский совет (укр. Вільненська сільська рада) — входит в состав
Нижнесерогозского района
Херсонской области
Украины.
Административный центр сельского совета находится в 
с. Вольное
.

## История
- 1968 — дата образования.

## Населённые пункты совета
- с. Вольное
- с. Змагання
- с. Новорогачинское